# LHSPQ 1999/2000
Die Saison 1999/2000 war die vierte reguläre Saison der Ligue de hockey semi-professionnelle du Québec (LHSPQ). Die 14 Teams absolvierten in der regulären Saison je 38 Begegnungen. Das punktbeste Team der regulären Saison waren die Garaga de Saint-Georges, während die Rapides de LaSalle in den Play-offs zum ersten Mal die Coupe Futura gewannen. 

## Teamänderungen
Folgende Änderungen wurden vor Beginn der Saison vorgenommen: 
- Die As de Québec wurden nach einjähriger Zwangsinaktivität bedingt durch einen Verstoß gegen die Ligaregularien wieder in die LHSPQ aufgenommen, nach Beaupré, Québec, umgesiedelt und änderten ihren Namen in Caron & Guay de Beaupré.
- Die Rapides de Lachute wurden nach LaSalle, Québec, umgesiedelt und änderten ihren Namen in Rapides de LaSalle.
- Die Dinosaures de Sorel änderten ihren Namen in Royaux de Sorel.

## Reguläre Saison

### Abschlusstabellen
Abkürzungen: GP = Spiele, W = Siege, L = Niederlagen, T = Unentschieden, OTL = Niederlage nach Overtime, GF = Erzielte Tore, GA = Gegentore, Pts = Punkte
| Division Bauer               | GP | W  | L  | OTL | GF  | GA  | Pts |
| ---------------------------- | -- | -- | -- | --- | --- | --- | --- |
| Garaga de Saint-Georges      | 38 | 27 | 9  | 2   | 191 | 112 | 56  |
| Grand Portneuf de Pont-Rouge | 38 | 25 | 8  | 5   | 170 | 116 | 55  |
| Aztèques d’Asbestos          | 38 | 24 | 10 | 4   | 188 | 161 | 52  |
| Condors de Jonquière         | 38 | 19 | 16 | 3   | 193 | 175 | 41  |
| Coyotes de Thetford Mines    | 38 | 18 | 19 | 1   | 164 | 179 | 37  |
| Caron & Guay de Beaupré      | 38 | 12 | 24 | 2   | 151 | 225 | 26  |
| Papetiers de Windsor         | 38 | 8  | 27 | 3   | 167 | 252 | 19  |

| Division Nike            | GP | W  | L  | OTL | GF  | GA  | Pts |
| ------------------------ | -- | -- | -- | --- | --- | --- | --- |
| Rapides de LaSalle       | 38 | 25 | 12 | 1   | 180 | 146 | 51  |
| Chiefs de Laval          | 38 | 24 | 14 | 0   | 184 | 146 | 48  |
| Dragons de Saint-Laurent | 38 | 21 | 14 | 3   | 169 | 160 | 45  |
| Royaux de Sorel          | 38 | 20 | 18 | 0   | 157 | 169 | 40  |
| Nova d’Acton Vale        | 38 | 15 | 18 | 5   | 149 | 178 | 35  |
| Blitz de Granby          | 38 | 14 | 19 | 5   | 188 | 216 | 33  |
| Blizzard de Joliette     | 38 | 14 | 21 | 3   | 155 | 171 | 31  |

## Coupe Futura-Playoffs
In den Playoffs setzen sich die Rapides de LaSalle durch.  

## Vergebene Trophäen
| Auszeichnung                                          | Spieler                 | Team                    |
| ----------------------------------------------------- | ----------------------- | ----------------------- |
| Trophée Claude Larose Wertvollster Spieler            | Frédéric Vermette       | Garaga de Saint-Georges |
| Trophée Éric Messier Bester Verteidiger               | Steve Gosselin          | Garaga de Saint-Georges |
| Trophée Guy Lafleur Topscorer                         | Martin Duval            | Blitz de Granby         |
| Trophée Maurice Richard Bester Torschütze             | Hugo Bouthillier        | Blitz de Granby         |
| Trophée des Gouverneurs Bester Trainer                | Daniel Saumier          | Rapides de LaSalle      |
| Coupe Futura Gewinner der LNAH-Playoffs               | Rapides de LaSalle      | Rapides de LaSalle      |
| Coupe du Commissaire Bestes Team der regulären Saison | Garaga de Saint-Georges | Garaga de Saint-Georges |